# 美津濃香港半馬拉松錦標賽
美津濃香港半馬拉松錦標賽，由香港業餘田徑總會（田總）主辦的半馬拉松長跑賽事，創始於1994年，現時由運動品牌美津濃冠名贊助。
該項賽事以往定於每年的1月舉行，在2014年1月5日舉行第21屆賽事後，原定下一屆（第22屆）擬於2015年1月4日舉行，但由於當日適逢2015年村代表選舉，而賽事需要封閉新娘潭路（大美督至鹿頸一段）及烏蛟騰路，為免影響有關村民前往投票，有關賽事申請不獲相關政府部門接納，香港業餘田徑總會決定將比賽日期提前一週至2014年12月28日舉行，導致出現2014年舉行兩次相同比賽的現象。此後賽事均定於每年的12月舉行，直至第27屆才恢復於每年1月舉行。
第26屆賽事（於2018年12月30日舉行），同場舉辦田總首個越野跑賽事《美津濃香港山路錦標賽》（全長53公里），由黃浩聰、梁影雪分別以5小時40分及6小時31分，分別勇奪男、女子總冠軍，二人最終獲田總正式提名，遠赴葡萄牙Mirandha do Corvo出戰2019年6月8日舉行的《世界越野錦標賽2019》。
第27屆賽事將定於2020年1月5日舉行，於當日前夕（1月4日）亦舉行第2屆《美津濃香港山路錦標賽》，設有53公里及18.5公里項目。

## 賽制
21.0975公里

## 比賽路線
汀角路（大美督）→新娘潭路→（鹿頸折返）→烏蛟騰路→（烏蛟騰折返）→新娘潭路→汀角路→大美督路→船灣淡水湖主壩（折返）→直升機場（終點）

## 比賽時限
2小時15分（由第22屆起）